# East Rutherford (New Jersey)
East Rutherford is een plaats (borough) in de Amerikaanse staat New Jersey, en valt bestuurlijk gezien onder Bergen County.

## Demografie
Bij de volkstelling in 2000 werd het aantal inwoners vastgesteld op 8716.
In 2006 is het aantal inwoners door het United States Census Bureau geschat op 8931, een stijging van 215 (2.5%).

## Geografie
Volgens het United States Census Bureau beslaat de plaats een oppervlakte van
10,8 km², waarvan 9,9 km² land en 0,9 km² water.

## Sport
Tijdens het WK voetbal in 1994 werden in het Giants Stadium in East Rutherford enkele wedstrijden gehouden.

## Plaatsen in de nabije omgeving
De onderstaande figuur toont nabijgelegen plaatsen in een straal van 4 km rond East Rutherford.